# La Revilla (Soba)
La Revilla es una localidad española del municipio de Soba, perteneciente a la comunidad autónoma de Cantabria.

## Geografía
La localidad se encuentra a 335 m s. n. m. y a 4,5 kilómetros de la capital municipal, Veguilla.

## Historia
Hacia mediados del siglo XIX, el lugar, ya por entonces perteneciente a Soba, tenía contabilizada una población de 150 habitantes. Aparece descrito en el decimotercer volumen del Diccionario geográfico-estadístico-histórico de España y sus posesiones de Ultramar de Pascual Madoz con las siguientes palabras:

REVILLA (la): l. en la prov. y dióc. de Santander (7 leg.), part. jud. de Ramales (1 1/2), aud. terr. y c. g. de Búrgos (26), ayunt. del valle de Soba. sit. en un altura sobre terreno desigual y áspero; su clima es húmedo; sus enfermedades mas comunes los constipados. Tiene 38 casas distribuidas en los barrios de Elguera, Revilla y Tonlla; escuela de primeras letras dotada con 1,800 rs., á que asisten 30 niños; igl. parr. (San Fausto) servida por un cura; 2 ermitas (San Lorenzo y Ntra. Sra. de la Concepcion); un palacio ant. y una torre en los afueras y 3 fuentes de buenas aguas. Confina con Rozas, San Juan, Fresnedo, Pilas, Reoyos y Regules; en su térm. se encuentran 3 cas. Hay montes de encina y prados naturales. El terreno es de mediana calidad. Los caminos dirigen á los pueblos limítrofes. Recibe la correspondencia de La Nestosa. prod.: trigo, maiz, alubias, patatas, peras, castañas, manzanas y pastos; cria ganados, caza mayor y menor, y pesca de truchas y anguilas. ind.: carboneo y panadería. comercio: estraccion de ganados é importacion de vino y aceite. pobl.: 33 vec , 150 alm. contr.: con el ayuntamiento.
(Madoz, 1849, p. 436)

En 2023, la entidad singular de población tenía empadronados diecinueve habitantes y el núcleo de población, también diecinueve.